# Lente spessa
Una lente spessa in ottica è una lente non sottile, ossia una lente in cui la misura dello spessore centrale non può essere trascurato rispetto alla curvatura dei due diottri che compongono la lente.

## Piani principali
Si supponga che la lente sia immersa in un mezzo omogeneo, cioè che il mezzo a sinistra della lente abbia lo stesso indice di rifrazione del mezzo che sta a destra {\displaystyle (n_{1}=n_{2})}. Per determinare le caratteristiche e le leggi che regolano la rifrazione in una lente di spessore {\displaystyle t} non trascurabile, bisogna innanzitutto definire i piani principali della lente; tali piani sono di due tipi:
- Primo piano principale

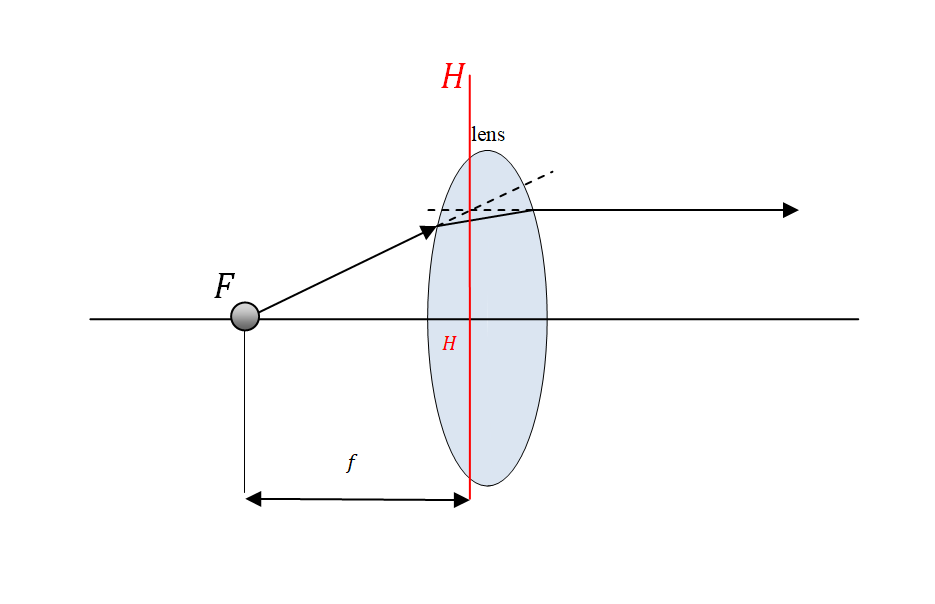
Figura 1: metodo per determinare il primo piano principale (in rosso) di una lente.

Si consideri una sorgente posta nel fuoco {\displaystyle F} della lente. Quando i raggi luminosi colpiscono la lente, essi subiscono una doppia rifrazione: la prima quando passano dal mezzo alla lente, la seconda quando escono dalla lente (passaggio da lente a mezzo esterno). Prolungando i due raggi (le frecce nere in figura 1) si trova che essi si intersecano in un punto; proiettandolo ortogonalmente sull'asse ottico principale, si ottiene il primo piano principale {\displaystyle (H)}.
Il primo piano principale è talvolta chiamato anche piano principale oggetto.
- Secondo piano principale

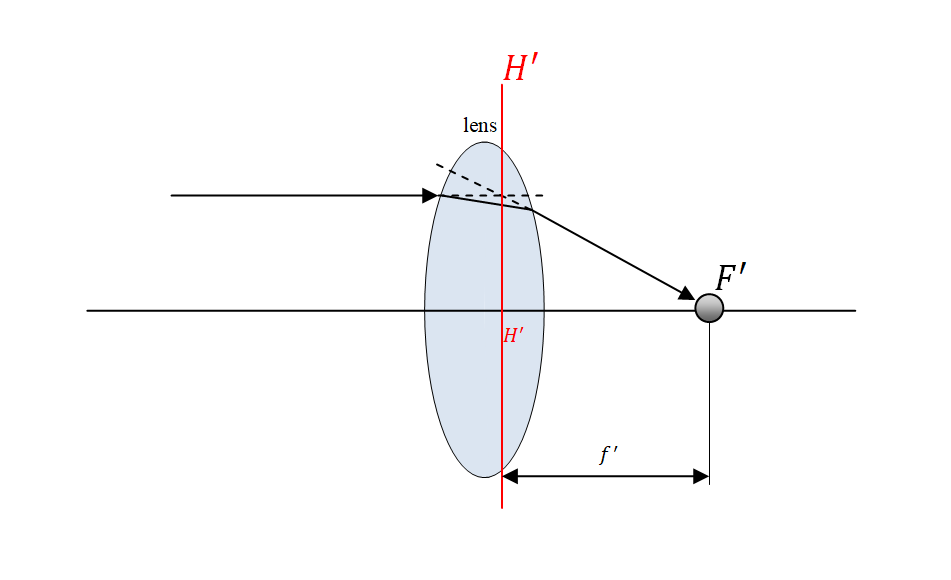
Figura 2: metodo per trovare il secondo piano principale (in rosso) di una lente.

Si consideri ora una sorgente posta all'infinito; i raggi emessi saranno paralleli all'asse ottico principale della lente e anche in questo caso subiscono una doppia rifrazione. Procedendo in modo analogo al caso precedente, cioè prolungando i raggi (figura 2), si ottiene un punto di intersezione che, proiettato ortogonalmente all'asse, determina il secondo piano principale {\displaystyle (H^{'})}.
Il secondo piano principale è anche chiamato piano principale immagine.

## Formazione dell'immagine
Il metodo per costruire l'immagine sfrutta i piani principali e parte dal presupposto che la lente sia immersa in un mezzo omogeneo; con questa semplificazione, infatti, le distanze focali sono uguali:
{\displaystyle FH=F'H'=f}.
Una volta noto questo, la determinazione della posizione dell'immagine è simile a quanto avviene per le lenti sottili.
Presa una sorgente, il raggio luminoso che passa dal fuoco che si trova dalla stessa parte della sorgente viene rifratto (parallelamente all'asse ottico) facendolo partire dal punto in cui incontra il primo piano principale {\displaystyle (H)}; il raggio luminoso parallelo all'asse ottico principale viene rifratto nel fuoco che si trova al di là della lente e viene condotto dal punto in cui incontra il secondo piano principale.
I due raggi rifratti si incontreranno in un punto, che sarà quello in cui si formerà l'immagine (Figura 3).

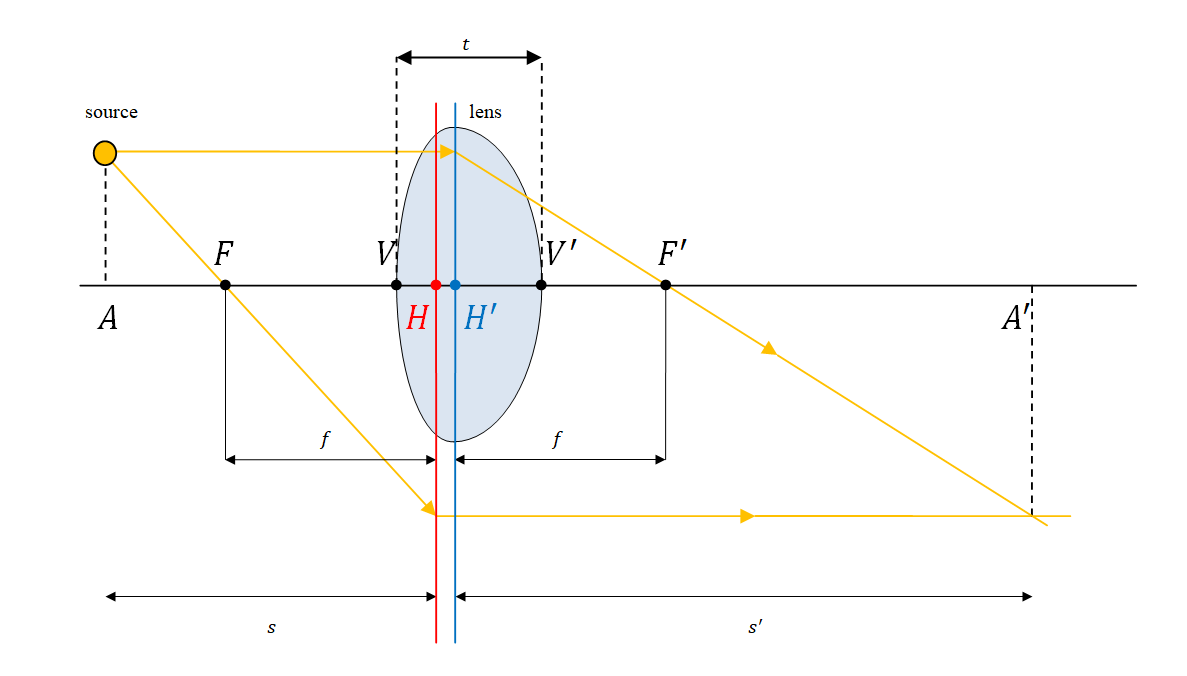
Figura 3. Costruzione dell'immagine mediante l'utilizzo dei piani principali.

Vale la seguente relazione, del tutto simile all'equazione degli ottici:
{\displaystyle {\frac {1}{s}}+{\frac {1}{s'}}={\frac {1}{f}}},
ma vale anche la relazione:
{\displaystyle xx'=f^{2}},
dove:
- {\displaystyle s=AH}
- {\displaystyle s'=A'H'}
- {\displaystyle x=AF}
- {\displaystyle x'=A'F'}.

## Potere diottrico
In una lente spessa, da un punto di vista pratico, è possibile conoscere (perché forniti dal costruttore o perché direttamente misurabili) i raggi di curvatura dei diottri che compongono la lente, lo spessore della lente {\displaystyle (t)} e l'indice di rifrazione {\displaystyle (n)} del materiale che la compone.
Il potere dei due diottri presi in considerazione, indicati con {\displaystyle \varphi _{1}} e {\displaystyle \varphi _{2}}, sono dati da:
{\displaystyle \varphi _{1}={\frac {n-1}{R_{1}}}\;\;}  e  {\displaystyle \;\;\varphi _{2}={\frac {1-n}{R_{2}}}},
dove {\displaystyle R_{1}} e {\displaystyle R_{2}} sono rispettivamente il raggio di curvatura del diottro su cui incide il raggio luminoso e quello del diottro da cui viene rifratto il raggio.
Con riferimento alla figura 4, supponendo che la lente si trovi immersa in aria {\displaystyle (n=1)} e che la sorgente si trovi molto lontana {\displaystyle (s_{1}\to +\infty )}, si può scrivere che:
{\displaystyle \varphi _{1}={\frac {1}{+\infty }}+{\frac {n}{s'_{1}}}\;\;\;\to \;\;\;s'_{1}={\frac {n}{\varphi _{1}}}}.

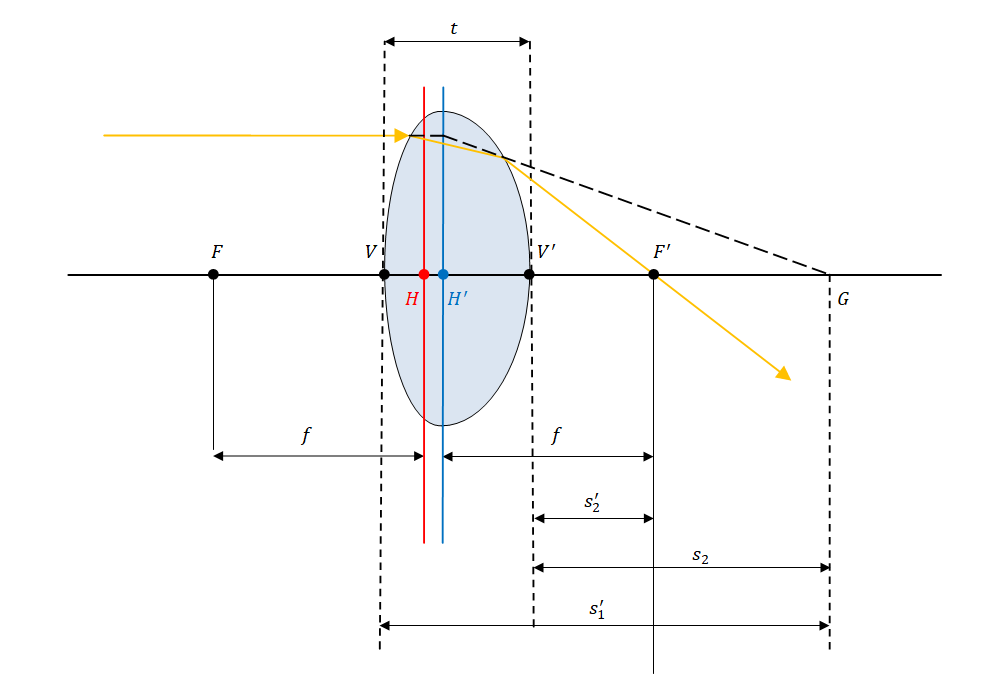
Figura 4: grandezze in gioco per la determinazione del potere diottrico di una lente spessa.

Nella rifrazione lente-aria si ha che:
{\displaystyle s_{2}=t-s'_{1}=t-{\frac {n}{\varphi _{1}}}={\frac {t\varphi _{1}-n}{\varphi _{1}}}}.
Il potere del diottro 2 è dato dalla relazione:
{\displaystyle \varphi _{2}={\frac {n}{s_{2}}}+{\frac {1}{s'_{2}}}}.
Sostituendo a {\displaystyle s_{2}} l'espressione trovata prima e facendo qualche conto si ottiene che:
{\displaystyle {\frac {1}{s'_{2}}}=\varphi _{2}-{\frac {n}{s_{2}}}\;\;\;\to \,\;\;{\frac {1}{s'_{2}}}={\frac {t\varphi _{1}\varphi _{2}-n\varphi _{2}-n\varphi _{1}}{t\varphi _{1}-n}}}.
Sapendo che la distanza focale {\displaystyle f} di una lente spessa è data da {\displaystyle f=-{\frac {s'_{1}}{s_{2}}}\cdot s'_{2}} e chiamando il potere della lente {\displaystyle \varphi _{e}={\frac {1}{f}}}, sostituendo a {\displaystyle s_{2}\,,s'_{2}} e {\displaystyle s'_{1}} le espressioni trovate, si ottiene (dopo aver fatto i conti):
{\displaystyle \varphi _{e}=\varphi _{1}+\varphi _{2}-{\frac {t\varphi _{1}\varphi _{2}}{n}}}.
Tale espressione fornisce il potere effettivo della lente e, grazie all'ultimo termine contenente {\displaystyle t}, tiene in considerazione anche lo spessore della lente.

## Ingrandimento trasversale e ingrandimento angolare
In una lente spessa si distinguono due tipi di ingrandimenti, che si vedrà essere correlati tra loro: l'ingrandimento trasversale e quello angolare.
- Ingrandimento trasversale

Con riferimento alla figura 3, si chiami {\displaystyle y} l'altezza della sorgente rispetto all'asse ottico principale e {\displaystyle y'} l'altezza dell'immagine. Tenendo presente che l'immagine è capovolta (cioè {\displaystyle y'} è una quantità negativa), si ha che:
{\displaystyle -{\frac {y'}{y}}={\frac {s'-f}{f}}\;\;\;(1)}
Dall'equazione {\displaystyle {\frac {1}{s}}+{\frac {1}{s'}}={\frac {1}{f}}}, facendo il minimo comune multiplo e poi il reciproco della frazione, si ottiene {\displaystyle f={\frac {ss'}{s'+s}}}. Sostituendo nell'espressione {\displaystyle (1)}, e svolgendo alcuni passaggi algebrici, si ottiene che:
{\displaystyle {\frac {y'}{y}}=-{\frac {s'}{s}}},
che è una relazione che lega il rapporto tra le altezze (per l'appunto, l'ingrandimento) con il rapporto delle posizioni di sorgente e immagine rispetto all'asse ottico principale.
- Ingrandimento angolare

Con riferimento alla figura 5, si consideri un raggio luminoso emesso (o riflesso) da un oggetto posto nel punto {\displaystyle P}, e sia {\displaystyle P'} il punto in cui si forma l'immagine rifratta dalla lente.

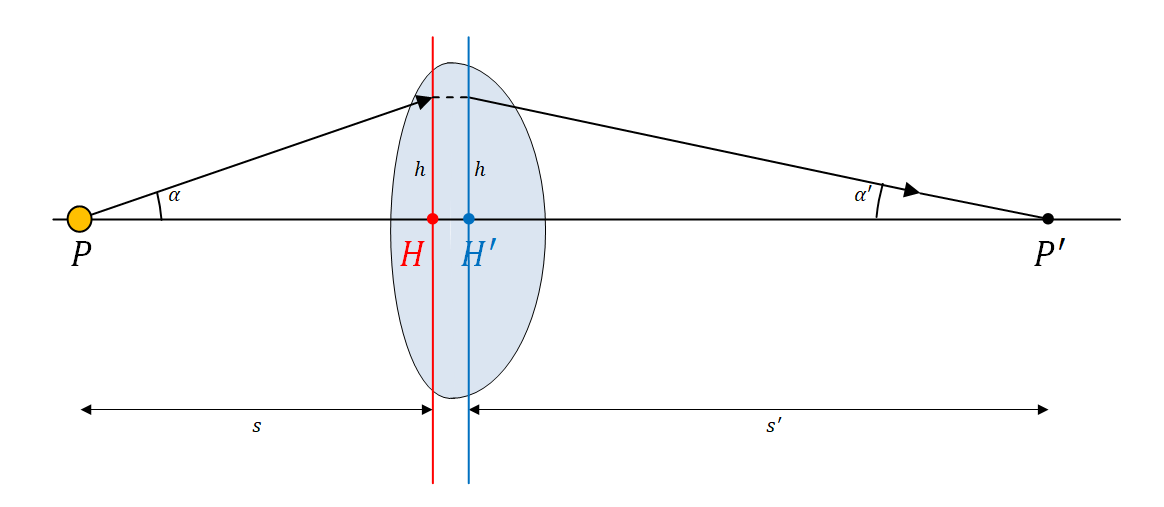
Figura 5: schematizzazione per il calcolo dell'ingrandimento angolare di una lente spessa.

Si chiami {\displaystyle \gamma } la seguente quantità:
{\displaystyle \gamma :=-{\frac {\tan \alpha '}{\tan \alpha }}},
dato che gli angoli {\displaystyle \alpha } e {\displaystyle \alpha '} sono piccoli, è possibile operare la seguente approssimazione:
{\displaystyle \gamma \cong -{\frac {\alpha '}{\alpha }}}.
Per i teoremi di trigonometria dei triangoli rettangoli, si può scrivere che:
{\displaystyle \tan \alpha '={\frac {h}{s'}}\;\;\;} e {\displaystyle \;\;\;\tan \alpha ={\frac {h}{s}}},
da cui:
{\displaystyle \gamma =-{\frac {s}{s'}}}.
Si noti che l'ingrandimento angolare è l'inverso dell'ingrandimento trasversale.